# Anima (альбом Nightmare)
anima — третий студийный альбом японской группы Nightmare, издан в 2006 году. Звук в этом альбоме более мягкий, чем в предыдущих, более выражено направление в сторону J-pop. Также, в отличие от предыдущих альбомов, в нём присутствовали 2 длинные песни-баллады: Sessou и Mahora, общей продолжительностью почти 15 минут. Музыка для первой песни альбома, была написана бывшим бас-гитаристом группы Abingdon Boys School Икуо Сибутани.
Альбом был издан в двух версиях: обычное издание содержит CD с 11 песнями и DVD с клипом на песню Jashin To Bara, а также ограниченное издание, в котором вместо DVD присутствует фотоальбом с участниками группы.

## Список композиций
| №   | Название                                | Текст песни | Музыка        | Длительность |
| --- | --------------------------------------- | ----------- | ------------- | ------------ |
| 1.  | «Kuyuru (В убытке)»                     | Сакито      | Икуо          | 4:12         |
| 2.  | «Neotenii (Неотения)»                   | Сакито      | Сакито        | 3:23         |
| 3.  | «livEVIL (Любовь - зло)»                | Ёми         | Сакито        | 4:03         |
| 4.  | «Яaven Loud Speeeaker»                  | Рука        | Рука          | 4:28         |
| 5.  | «Gianism Roku (Неадекватный)»           | Ёми         | Сакито        | 4:22         |
| 6.  | «Jashin To Bara (Бог зла и Розы)»       | Рука        | Сакито        | 4:04         |
| 7.  | «Sessou (Снежная могила)»               | Ёми         | Сакито        | 7:59         |
| 8.  | «Mahora (Великая и великолепная земля)» | Сакито      | Сакито        | 7:41         |
| 9.  | «message (Сообщение)»                   | Рука        | Рука          | 4:25         |
| 10. | «Ochiwa (Павшие крылья)»                | Хицуги      | Хицуги,Сакито | 6:13         |
| 11. | «Jibun no Hana (Цветы времени)»         | Сакито      | Сакито        | 4:10         |

## Синглы
- Jibun no Hana

Выпущен: 1 апреля 2005
Позиция в чарте Oricon: #21
- Яaven Loud Speeeaker

Выпущен: 10 августа 2005
Позиция в чарте Oricon: #23
- livEVIL

Выпущен: 7 декабря 2005
Позиция в чарте Oricon: #29

## Позиция в чарте
anima достиг #12 позиции в чарте Oricon, продержавшись в нём 6 недель.